# ليندسي تايلور (لاعبة كرة قدم)
ليندسي تايلور (بالإنجليزية: Lindsay Taylor)‏ هي لاعبة كرة قدم أمريكية، ولدت في 25 أكتوبر 1989 في كاليفورنيا في الولايات المتحدة. لعبت مع سياتل رين.

## وصلات خارجية
- ليندسي تايلور على موقع اتحاد النرويج (النرويجية)
- ليندسي تايلور على موقع قاعدة بيانات كرة القدم.إي يو (الإنجليزية)
- ليندسي تايلور على موقع Soccerway.com (الإنجليزية)
- ليندسي تايلور على موقع عالم كرة القدم.نت (الإنجليزية)